# Jair Marrufo
Jair Antonio Marrufo (né le 7 juin 1977 à El Paso au Texas) est un arbitre américain de soccer. Il est arbitre en MLS depuis 2002 et international depuis 2007. Son père, Antonio Marrufo Mendoza, est un ancien arbitre mexicain de football, qui fut international.  

## Carrière
Il a officié dans des compétitions majeures  : 
- JO 2008 (3 matchs)
- Coupe d'Océanie de football 2008 (1 match)
- Gold Cup 2009 (1 match)
- Coupe du monde de football des moins de 17 ans 2009 (2 matchs)
- Gold Cup 2011 (1 match)
- Coupe du monde de football de 2018